# Skeneopsidae
Skeneopsidae is een familie van weekdieren uit de klasse van de Gastropoda (slakken).

## Geslachten
- Skeneopsis Iredale, 1915
- Starkeyna Iredale, 1930